# Escribonia
Escribonia (en latín, Scribonia; c. 68 a. C.-c. 16) fue una dama romana, segunda esposa del emperador Augusto. Acompañó a su hija Julia la Mayor al exilio cuando esta fue desterrada a la isla de Pandataria.

## Familia

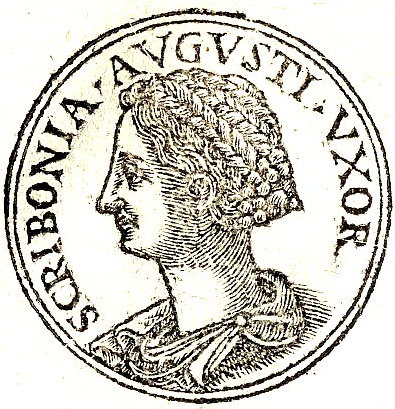
Medalla de Escribonia del Promptuarii iconum insigniorum de Guillaume Rouille (1553)

Escribonia fue miembro de los Escribonios Libones. Era hija de Lucio Escribonio Libón y Sencia y hermana de Lucio Escribonio Libón, cónsul en el año 34 a. C. Fue la segunda esposa del emperador romano Augusto y madre de su única hija, Julia la Mayor. A través de ella, fue antepasada de los emperadores Calígula y Nerón.
Según Suetonio, sus dos primeros matrimonios fueron contraídos con dos antiguos cónsules. Su primer marido se desconoce, aunque se ha sugerido que pudo ser Cneo Cornelio Léntulo Marcelino, ya que hay una inscripción, posterior al año 39 a. C., que se refiere a un liberto de Escribonia y su hijo Cornelio Marcelino, lo que indica que había un hijo de su anterior matrimonio y que él estaba viviendo con ella después de que ella se divorciara de su tercer marido; pudo haber muerto joven y haber sido ignorado por los historiadores. Su segundo marido fue Publio Cornelio Escipión Salvitón, con quien tuvo una hija, Cornelia, que se casó con Paulo Emilio Lépido. Escribonia también puede haber sido la madre de Publio Cornelio Escipión, cónsul en 16 a. C. Salvitón fue un simpatizante de Pompeyo.

## Vida
Poco se sabe sobre los primeros años de Escribonia. En 40 a. C. Escribonia se vio obligada a divorciarse de su marido para casarse con Augusto, quien era varios años más joven que ella. Este, a su vez, se divorció de su esposa Claudia, para casarse con ella, cimentando así una alianza política con su tío Sexto Pompeyo. Su hija Julia la Mayor nació en el año 39 a. C., probablemente en octubre: el mismo día en que se divorció de Augusto. Su matrimonio no había sido feliz; Augusto la encontraba demasiado criticona. Ella nunca se volvió a casar. Dión Casio y Veleyo Patérculo dicen que, cuando su hija Julia fue enviada al exilio por adulterio y alta traición, ella pidió que se le permitiera acompañarla.
Cuando el emperador Tiberio llegó al poder, hizo separar a Escribonia de su hija y supuestamente hizo perecer a Julia de hambre. La fecha de la muerte de Escribonia se desconoce. Probablemente murió dos años después que Julia y Augusto. Según Séneca, estaba viva y en plena posesión de sus facultades mentales aún hacia finales del año 16, cuando poco antes de morir octogenaria trató de convencer a su pariente Marco Escribonio Libón Druso de que no se suicidase y se enfrentase a su castigo.
Nadie sabe si Escribonia fue realmente como describe su imagen de arpía. Es probable que esta imagen haya sido el producto final de la propaganda oficial para desviar las posibles circunstancias de su escandaloso divorcio con Augusto. Séneca la describe como una gravis femina, gravis en el sentido de digna y severa. Los estudiosos modernos se dividen sobre su carácter, mientras que algunos lo describen como fastidioso y malhumorado, la mayoría ven en ella el ejemplo ideal de matrona romana, poseyendo claramente la compostura y serenidad necesarias para cuidar de caracteres depresivos y tendentes al suicidio, como los de su hija y pariente. Sexto Propercio alaba su maternidad, refiriéndose a ella como «dulce madre Escribonia» en la elegía funeraria de Cornelia en 16 a. C.